# Krempermoor
Krempermoor est une commune allemande de l'arrondissement de Steinburg, Land de Schleswig-Holstein.

## Géographie
Krempermoor se situe dans une vaste zone marécageuse.
|             | Kremperheide |          |
| Bahrenfleth | Krempermoor  | Dägeling |
|             | Neuenbrook   |          |

## Histoire
Krempermoor est mentionné pour la première fois en 1271 sous le nom de Cremper Mohr, c'est-à-dire le marais de Krempe.

## Source, notes et références
- (de) Cet article est partiellement ou en totalité issu de l’article de Wikipédia en allemand intitulé « Krempermoor » (voir la liste des auteurs).